# Fórmula de Weizsäcker
| Física nuclear • Núcleo • Nucleones (p, n) • Materia nuclear • Fuerza nuclear • Estructura nuclear • Procesos nucleares |

En física nuclear, la fórmula de Weizsäcker —conocida asimismo como fórmula semiempírica de la masa (FSM)— es una expresión que sirve para evaluar la masa y otras propiedades de un núcleo atómico, que está parcialmente basada en mediciones empíricas.

## Fundamentación
La teoría parte del modelo de la gota líquida, que ofrece la base de los valores de la mayor parte de sus coeficientes. Fue originalmente propuesta en 1935 por el físico alemán Carl Friedrich von Weizsäcker, y a pesar de los ajustes a los valores de los coeficientes a lo largo de los años, la forma de la fórmula sigue igual a día de hoy.
Esta fórmula no debe de confundirse con la fórmula de la masa propuesta por el discípulo de Weizsäcker: Burkhard Heim.
La fórmula ofrece una buena aproximación de las masas atómicas y otros efectos, pero no explica la apariencia de números mágico de protones y neutrones.

La forma funcional es:

{\displaystyle B(A,Z)=aA-bA^{2/3}-{\frac {dZ^{2}}{A^{1/3}}}-s{\frac {(A-2Z)^{2}}{A}}-{\frac {\delta }{A^{1/2}}}}

 Los valores de las constantes {\displaystyle a,b,d,s,\delta } se pueden calcular mediante ajuste a los datos experimentales. Algunos valores de referencia:
|                                                    | Wapstra | Wapstra | Rohlf  |
| -------------------------------------------------- | ------- | ------- | ------ |
| {\displaystyle a}(MeV)                             | 15,835  | 14,1    | 15,75  |
| {\displaystyle b}(MeV)                             | 18,33   | 13      | 17,8   |
| {\displaystyle d} (MeV)                            | 0,714   | 0,595   | 0,711  |
| {\displaystyle s} (MeV)                            | 23,2    | 19      | 23,7   |
| {\displaystyle \delta } (MeV), núcleos par-par     | -11,2   | -33,5   | +11,18 |
| {\displaystyle \delta } (MeV), núcleos impar-impar | +11,2   | +33,5   | -11,18 |
| {\displaystyle \delta } (MeV), núcleos par-impar   | 0       | 0       | 0      |

La masa del núcleo está dada por la masa total de protones y neutrones y la energía de ligadura:

{\displaystyle M_{N}(A,Z)=Zm_{p}+(A-Z)m_{n}-{\frac {B(A,Z)}{c^{2}}}}

La fórmula semiempirica de masas proporciona un ajuste muy bueno para los núcleos pesados, pero no es así para los ligeros (especialmente en el caso del 4He).